# Fönstret (TV-pjäs)
Fönstret är ett kammarspel författat av Tove Jansson i regi av Viveca Bandler.

## Om pjäsen
Pjäsen handlar om ett äkta par som tror sig vara de sista människorna sedan jorden gått under. Pjäsen spelades in för TV 1976 med Sonya Hedenbratt och Håkan Serner i rollerna som det äkta paret.